# Joseph Price
Joseph Paul „Joe“ Price (* 18. Juli 1963 in Marion, Indiana) ist ein ehemaliger US-amerikanisch-französischer Basketballspieler.

## Werdegang
Price spielte als Schüler Basketball an der Marion High School und als Student in der NCAA an der University of Notre Dame im US-Bundesstaat Indiana. Der 1,96 Meter messende Shooting Guard brachte es zwischen 1982 und 1986 in 115 Spielen für die Hochschulmannschaft auf einen Mittelwert von 5,3 Punkten je Begegnung. Er schloss ein Studium im Fach Soziologie ab. In der siebten Auswahlrunde (150. Stelle) gingen die Rechte an Price beim Draftverfahren der NBA im Jahr 1986 an die Washington Bullets. In der NBA spielte er jedoch nie.
Price gewann in der Saison 1987/88 mit Saint-Prex den Meistertitel in der Schweizer Nationalliga B. In der Saison 1989/90 spielte er kurz für den französischen Zweitligisten Salon-de-Provence, 1990/91 war er erneut in der Schweiz beschäftigt. Von 1993 bis 1995 stand Price in Frankreich bei Liévin Basket 62 unter Vertrag, 1995/96 verstärkte er im selben Land den Zweitligisten Caen. Während des Spieljahres 1996/97 wurde er vom spanischen Erstligisten Xacobeo 99 Ourense verpflichtet, im Januar 1997 kam es zur Trennung, nachdem er dort nicht überzeugt und in elf Spielen der Liga ACB im Schnitt 2,7 Punkte verbucht hatte.
Im September 1997 gehörte Price zur Mannschaft des deutschen Bundesligisten SV Oberelchingen, kam auch im Europapokal Korać-Cup zum Einsatz, am Ende des Monats schied er aus und wechselte Anfang Oktober 1997 innerhalb der Bundesliga zu Brandt Hagen. In der Saison 1998/98 stand Price bei Bundesliga-Neuling DJK s.Oliver Würzburg unter Vertrag, gehörte dort zu den Mannschaftskameraden von Dirk Nowitzki und erzielte bei 27 Einsätzen im Durchschnitt 5,3 Punkte.
Price spielte während der Saison 1999/2000 erst für BBC Monthey in der Schweiz, im Dezember 1999 kurz für den französischen Zweitligisten Saint-Quentin und ab Januar 2000 für Go Pass Pepinster in Belgien.
Er blieb nach dem Ende der Spielerlaufbahn im Basketball tätig und wurde Trainer. In der Saison 2001/02 arbeitete Price als Trainer an der Indianapolis Manual High School. 2002 trat er an der Indiana University–Purdue University Indianapolis (IUPUI) eine Stelle als Assistenztrainer an und trug in der Saison 2002/03 dazu bei, dass die Hochschulmannschaft erstmals in ihrer Geschichte den Sprung in die NCAA-Endrunde schaffte. Er wechselte 2007 von IUPUI an die Ball State University und war dort ebenfalls als Assistenztrainer tätig. 2010 ging er an die Morehead State University und arbeitete auch dort als Assistenztrainer. Er blieb ein Jahr im Amt, in der Saison 2011/12 hatte er an der Lamar University den Posten des Assistenztrainers inne, im Mai 2012 trat er an der Grambling State University seine erste Stelle als Cheftrainer an. Die Hochschulmannschaft litt unter Strafmaßnahmen, die ihr von der NCAA auferlegt worden waren. In seiner ersten Saison 2012/13 blieb Price mit Grambling State sieglos und verlor seine sämtlichen 28 Spiele, im Anschluss an die Saison 2013/14, in der man fünf Siege und 24 Niederlagen verbuchte, musste Price Anfang Juli 2014 seinen Posten räumen. Anfang Oktober 2014 wurde er als neuer Cheftrainer der Central State University (dritte NCAA-Division) vorgestellt.

### Persönliches
Seine Tochter Naomi wuchs in Frankreich auf und wurde 2016 Mitglied des Betreuungsstabs an der Central State University und somit Mitarbeiterin ihres Vaters.